# Loki circumsaltanus
Loki circumsaltanus är en kräftdjursart som beskrevs av Clements Robert Markham1972. Loki circumsaltanus ingår i släktet Loki och familjen Bopyridae.
Artens utbredningsområde är Mexikanska golfen. Inga underarter finns listade i Catalogue of Life.